# Luigi Ferrando
Luigi Ferrando (Acquasanta, Gènova, 28 d'abril de 1911 - Gènova, 7 de febrer de 2003) va ser un ciclista italià que va córrer en els anys previs a la Segona Guerra Mundial. Fou cinc vegades campió nacional de ciclocròs, el primer vencedor no català del Trofeu Masferrer en 1935, i vencedor del Giro dels Apenins en 1938.

## Palmarès
- 1932
  -  Campió d'Itàlia de ciclocròs
- 1935
  -  Campió d'Itàlia de ciclocròs
  - 1r al Trofeu Masferrer
- 1936
  -  Campió d'Itàlia de ciclocròs
- 1938
  -  Campió d'Itàlia de ciclocròs
  - 1r al Giro dels Apenins
- 1939
  -  Campió d'Itàlia de ciclocròs

### Resultats al Giro d'Itàlia
- 1931. Abandona
- 1934. Abandona